# Ольговичі

Герб Чернігівщини, вотчини Ольговичів.

О́льговичі (дав.-рус. Ольговичи) — рід руських князів з династії Рюриковичів, нащадки Олега Святославича, онука Ярослава Мудрого. Перший спомин про них міститься в Іпатіївському літописі під 1116 роком: «Володимѣръ жє, надѣıаша сѧ на Бога и на правдоу поидє Мѣньскоу (до Мінська) съ съıнами своими и съ Давидомъ Свѧтославичємъ, и Ольговичи». Отчиною Ольговичів була Чернігівщина. У XII столітті вони суперничали з Мономаховичами, нащадками Володимира Мономаха, за володу над Київським престолом і головство на Русі. Проте в цій боротьбі частіше перемагали Мономаховичі. Упродовж XII століття лише Всеволод Ольгович (1139–1146), його брат Ігор, який володарював руською столицею лише 13 днів, і Святослав Всеволодович (1176–1194) ставали Великими князями Київськими. Творець «Слова о полку Ігоревім» нарік засновника цього роду, Олега Святославича, Олегом Гореславичем за надмірну жадобу влади й розхитування цілісності руської держави. Ольговичі найбільше серед усіх княжих кланів співпрацювали з половецькими ханами і воювали разом з ними супроти решти руських князів.

## Історія династії

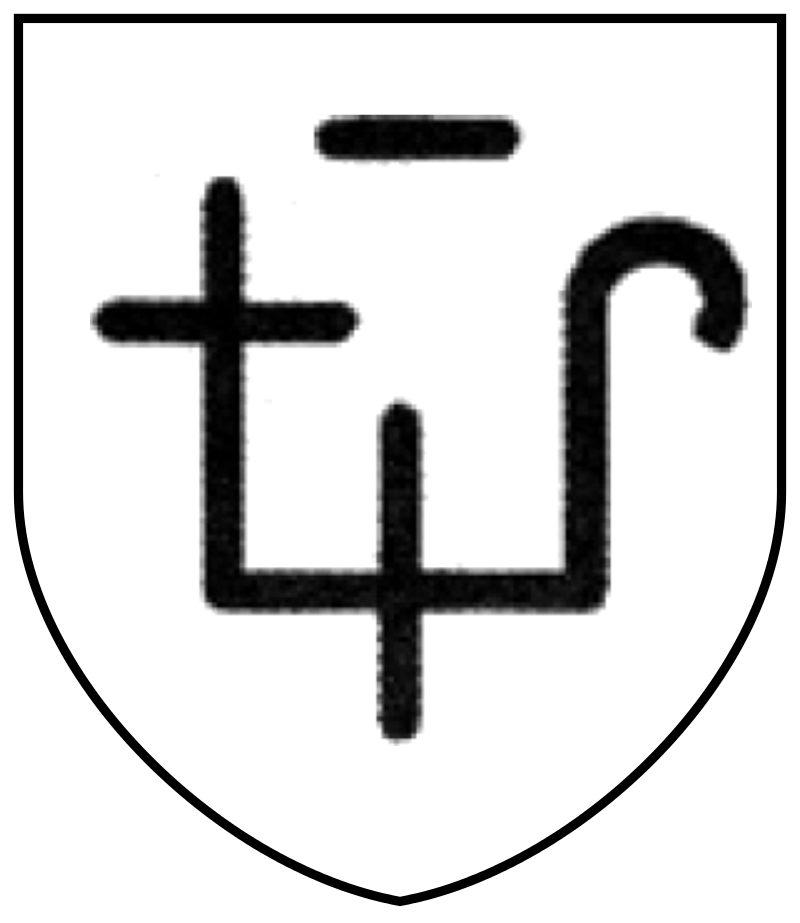
Знак Ольговичів

Джерела для дослідження княжих родів Чернігівської землі 13 — 14 століття практично відсутні. Дані про ряд осіб 2-ї половини 13 століття, які належали до Ольговичів, втрачено. Для дослідження генеалогії цієї родини і виявлення її персонального складу використовуються літописи і пом'яники. У випадку, коли встановити місце князювання князя неможливо, за основу беруть порядок успадкування.

## Родовід
Список подано за Войтовичем (2002) з доповненнями М. Грушевського.

### VII коліно від Рюрика
- Олег Святославич (Гореславич) (?—1115) у хрещенні — Михайло, князь володимирський (1073—1076), тмутороканський (1083—1094), чернігівський (1094—1096), сіверський (1097—1115).

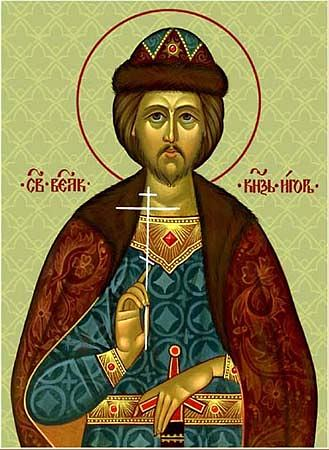
Благовірний Ігор Ольгович. Убитий киянами через ненависть до Ольговичів.

- Всеволод Ольгович (?—1146) у хрещенні — Кирило, князь сіверський (1115—1127), чернігівський (1127—1139), великий князь київський (1139—1146). Був одружений з дочкою Мстислава Володимировича Марією (Агафією) (?—1179)
  - Святослав Всеволодович (1116—1194) у хрещенні — Михайло — князь новгородський (1140), турівський (1142, 1154—1155), волинський (1142—1146), бузький (1146), сновський (1151—1154), стародубський (1155—1157), сіверський (1157—1164), чернігівський (1164—1177) і великий князь київський (1173, 1174, 1176, 1176—1181, 1181—1194).
    - Олег Святославич (?—1204) у хрещенні — Костянтин — князь лопасненський (1176), вирський (1185), стародубський (1190–1198), сіверський (1198—1202), чернігівський (1202—1204).
      - Давид Ольгович (до 1190—1196) — князь, дружина — невідома Ігорівна
        - Мстислав Давидович (1193—?)

    - Всеволод Святославич (Чермний) (?—1212/1215) у хрещенні — Данило: князь козельський (?—1198), стародубський (1198—1202), сіверський (1202—1204), чернігівський (1204—1206, 1208—1210, 1212—1215), великий князь київський (1206, 1207, 1210—1212).
      - Михайло Всеволодович Чернігівський (1179—1246) — князь переяславський (1206), новгородський (1224, 1229), чернігівський (1224—1226, 1243—1246), галицький (1235-1236), великий князь Київський (1238—1239, 1241—1246). Замучений татарами, православний святий.
        - Ростислав Михайлович (бл.1219 — 1262) — князь новгородський (1230—1231), галицький (1236—1238), луцький (1240), жупан березький та земплинський (1245-1251), бан Мачви (з 1251), самопроголошений цар Болгарський. Був одружений з Анною Угорською, дочкою угорського короля Бели IV.
          - Бела Ростиславич (1243—1272), названий на честь діда, короля Бели IV. З 1270 бан Сербської Мачви і Славонії, був убитий.
          - Михайло Ростиславич (бл. 1245—1269/88), названий на честь діда Михайла Всеволодовича. З 1264 бан Сербської Мачви. Імовірно був убитий.
          - Єлизавета Ростиславна (1245/1246—1272/1298), видана 1253/1254 за царя Болгарії Михайла І Асеня (1246—1256).
          - Маргарита Ростиславна (1250—1290). У віці 4 років була посвячена у монастир, прийняла постриг 1278 р. Була абатисою кляштору кларисок
          - Кунегунда Ростиславна (1245—1285) з 1261 стала другою дружиною короля Чехії Пржемисла Оттокара II, який загинув 1278 року в битві під Сухими Крутами. По закінченні регентства при синові вийшла заміж 1284 року за чеського магната Завішу Вітковича фон Фалькенштайна. У Кунегунди було троє дітей з першого шлюбу Кунегунда, Агнеса, Вацлав II і нешлюбний син Ян з Фалькенштайну.
          - Агрипина Ростиславна (бл. 1248 — померла між 1303—1309), з 1265 року дружина сєрадзького князя Лешека II Чорного, майбутнього краківського князя, через чоловічу неспроможність якого з 1271 року носила дівочий головний убір. Через відсутність результатів лікування розлучились 1274 року за сприяння князя Болеслава V Сором'язливого.

        - Роман Михайлович Старий — князь брянський (до 1247—після 1288), чернігівський(?) (1263—після 1288)

    - Володимир Святославич (?—1201) у хрещенні — Борис: князь новгородський (1180—1181), вщизький (1181—1201).
      - Філіпп Володимирович (?—до 1238) — князь вщизький, дружина — Анастасія.
      - Борис Володимирович (?—1238)
      - Давид Володимирович (?—1238)
      - Андрій Володимирович (?—1238)
      - Святослав Володимирович (?—1239)

    - Гліб Святославич (?—1216) у хрещенні — Пахомій: князь коломенський (1179), канівський (1182—1190), переяславський (1190—1194), стародубський (1202—1204), сіверський (1204—1212), чернігівський (1206—1208, 1212/1215—1216).
      - Мстислав Глібович (?—1239) — князь чернігівський (1235—?)
      - Євфимія Глібівна — 1194 року була заручена з візантійським принцом Олексієм Ангелом, з 1215 р. — дружина переяслав-залєського князя Володимира Всеволодовича.

    - Мстислав Святославич (?—1223) у хрещенні — Пантелеймон — князь козельський (1201—1216), чернігівський (1216—1223).
      - Василько-Дмитро Мстиславич — князь козельський (1216—1223), 12 загинув разом із батьком на Калці.
      - Андрій Мстиславич — відомий з синодиків і повідомлення Плано Карпіні; (родинний зв'язок точно не встановлено).
      - Іван Мстиславич — князь козельський (1223—1238).
      - Гавриїл Мстиславич — відомий лише з синодиків; (родинний зв'язок точно не встановлено).

    - ♀ Болеслава Святославна (?—1170): дружина Володимира Ярославича, князя галицького.
    - ♀ NN Святославна (?—?): дружина Романа Глібовича, князя рязанського.

  - ♀ NN Святославна (?—?): дружина Мстислава Володимировича, князя трипільського.
  - Ярослав Всеволодович (1139—1196) у хрещенні — Прокопій, князь ропеський (1157—1160), стародубський (1160—1180), чернігівський (1180—1198).
    - Ростислав Ярославич (1173—1214) у хрещенні — Іван: князь сновський (1198–1203), вишгородський (1210–1214).
    - Ярополк Ярославич (?—1214) у хрещенні — Гавриїл: князь новгородський (1196–1197), вишгородський (1210–1214)
    - ♀ NN Ярославна (?—?): дружина Володимира Глібовича, князя переяславського.

  - ♀ Анна Всеволодівна (?—?), дружина Ігоря-Івана Васильковича, князя галицького.
  - ♀ Звенислава Всеволодівна (?—1163), дружина Болеслава Високого, князя сілезького (1142).

- Ігор Ольгович (?—1147) у хрещенні — Георгій, князь путивльський (1127—1142), берестейсько-дорогичинський (1142—1146), великий князь київський (1146).
- Гліб Ольгович (?—1138) — князь курський (1136—1138).
  - Ізяслав Глібович (?—1134)
  - Ростислав Глібович (?—1144)

- Святослав Ольгович (?—1164) у хрещенні — Миколай, князь новгородський (1136—1138, 1139—1141, 1142—1144), стародубський і білгородський (1141—1146), сіверський (1146—1157), чернігівський (1157—1164).
  - Олег Святославич (1137—1180) князь путивльський (1157—1159), курський (1159—1164), сіверський (1164—1178), чернігівський (1178—1180).
  - Ігор Святославич (1151—1202), князь путивльський (1161—1164), курський (1164—1178), сіверський (1178—-1198), чернігівський (1198—1202), головний герой руського епосу «Слово о полку Ігоревім».
    - Володимир Ігорович (1171—1212) у хрещенні — Петро: князь путивльський (1185–1211), галицький (1206–1207, 1210–1211).
      - Ізяслав Володимирович (?—1211(?)) — князь путивльський.

    - Олег Ігорович (1175—1205) у хрещенні — Павло
    - Святослав Ігорович (1177—1211) у хрещенні — Андрій: князь волинський (1206–1207), перемишльський (1209, 1210–1211).
      - Агафія Святославна (1195—1248), з 1209 року дружина Мазовецького князя Конрада I.

    - Роман Ігорович (?—1211): князь звенигородський (1206–1207, 1210–1211), галицький (1207–1209).
    - Ростислав Ігорович (?—1211): князь теребовельський (1210–1211).
    - ♀ NN Ігорівна (?—?): дружина Давида Ольговича.

  - Всеволод Святославич (Буй-тур) (?—1196), князь трубчевський (1164—1196), путивльський (1164—1185) і курський (1185—1196).
    - Святослав Всеволодович (?—1232) — князь трубчевський (1232).
      - Роман Святославович (1217—1276?) — князь Трубчевський (1232—1276).
      - Константин Святославович (1218—1289) — князь Трубчевчький 1276—1289???
      - ♀ NN Святославна (?—?), дружина Володимира Андрійовича, князя дорогобузбкого.
      - ♀ NN Святославна (?—?), дружина Романа Ростиславича, князя смоленського.

  - ♀ Марія Святославна (1149—1189), дружина Ярополка Ізяславича, князя бузького.

- ♀ Марія Олегівна (?—1146), дружина Петра Властовича, палатина польського князя Болеслава Кривоустого.